# Ngựa bạch Mỹ

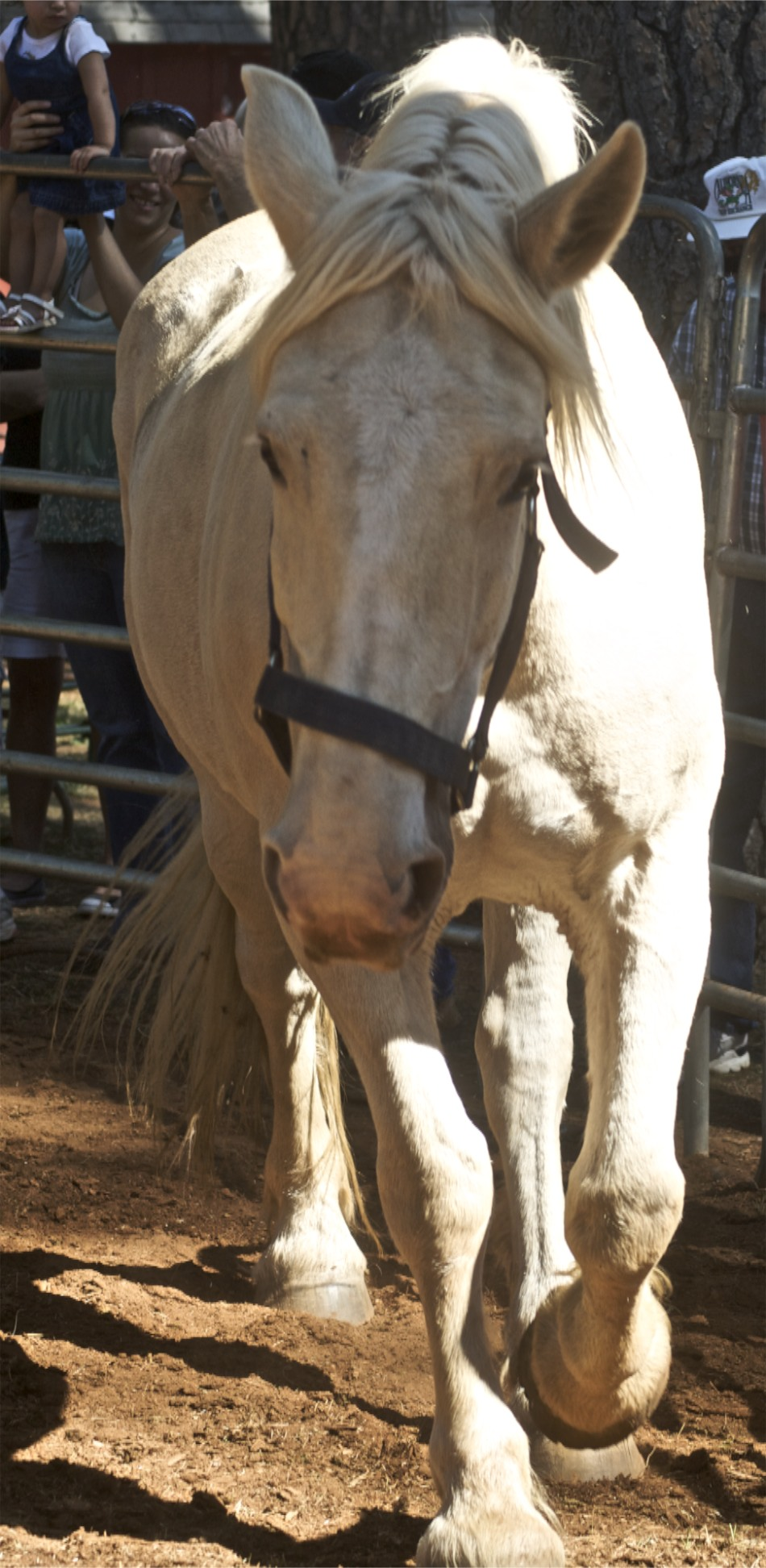
Một con ngựa kem Mỹ

Ngựa bạch Mỹ hay còn gọi là Ngựa kem là giống ngựa có nguồn gốc từ Hoa Kỳ, đây là giống ngựa quý ở Mỹ với màu lông hồng nhạt như kem, đôi mắt hổ phách từng được sử dụng để kéo xe những năm 1900 cho quý tộc nước Mỹ. Nó được công nhận bởi màu kem, được gọi là"vàng champagne"bởi các hoạt động của gen champagne màu cơ sở hạt dẻ, và đôi mắt màu hổ phách của nó, cũng đặc trưng của gen; chỉ màu khác được tìm thấy trong các loài này là hạt dẻ. Giống như một số giống khác có nguy cơ bị các bệnh di truyền lặn nhiễm sắc thể
Các giống này được phát triển ở Iowa vào đầu thế kỷ thứ 20, bắt đầu với một con ngựa cái màu kem có tên Old Granny. Có mối đe dọa sự tồn tại của loài này, nhưng các nhà lai tạo đã làm việc để cải thiện màu sắc và kiểu của các giống và năm 1944 một đăng ký giống này đã được hình thành. Các cơ giới hóa nông nghiệp ở giữa thế kỷ 20 đã dẫn đến sự suy giảm dân số của loài này và đăng ký trở thành không hoạt động trong nhiều thập kỷ. Nó được kích hoạt lại vào năm 1982 và số dân đã dần dần phát triển từ đó. Tuy nhiên, số lượng này vẫn được coi là quan trọng

## Đặc điểm
Chúng có đầu tinh tế, với các cấu mặt phẳng nhưng không phải là lõm hay lồi, có ngực rộng, vai dốc và ngắn, lưng mạnh mẽ. Xương sườn được bung tốt, và thường là ngắn kết hợp với chân sau cũng cơ bắp và với đôi chân cân đối mạnh mẽ nằm cách xa nhau. Chân chắc chắn với móng guốc mạnh mẽ. Theo những người đam mê, giống này điềm tĩnh, tính khí sẵn sàng, đặc biệt thích hợp cho các chủ sở hữu của những người mới để xử lý ngựa kéo.
Con đực cao từ 60-64 inches, 152–163 cm) và cân nặng 1.500-1.600 bảng Anh (680–730 kg), con đực giống cao 64-67 inches (163–170 cm) và nặng £ 1800 (820 kg) hoặc hơn. Các màu lông lý tưởng cho các loài này là một loại kem vừa có da màu hồng, đôi mắt màu hổ phách và có bờm và đuôi màu trắng. Các màu kem đặc trưng của giống này là sản phẩm của gen champagne. Được công nhận màu sắc bao gồm sáng, trung bình và kem đậm, với hổ phách hoặc màu hạt dẻ 

## Lịch sử